# 段羆
段羆（？—355年），五胡十六国时代军事人物，辽西鲜卑族，段部鲜卑首领段兰的儿子，齐王段龛的弟弟。
段罴勇猛善战多智多谋，355年前燕皇帝慕容儁派弟弟太原王慕容恪攻打割据齐地的段龛，段罴对段龛进言：“慕容恪善于用兵，现在他兵力众多，若任他渡过黄河，进军城下，那时我们想投降，也不被允许了。请兄长固守城池，让我率精兵到黄河抵御，若战胜，兄长率大军跟进，定会成功。若战败，不如造早投降，还可保住千户侯之位。”段龛不听。段罴还是坚持，把段龛激怒，杀掉了段罴。次年（356年），广固城陷，段龛投降。再次年（357年），段龛及降卒都被前燕所杀。